# Platja de les Portes
La platja de les Portes, platja de Colera, o platja de les Barques, és una platja urbana del municipi de Colera (Alt Empordà) situada a la badia de Colera, al nucli urbà, que limita al nord amb la platja dels Morts i al sud-est amb el port de Colera. És la platja principal de la població, que corre paral·lela al passeig marítim i disposa de tot tipus de serveis. Té una longitud de 130 m i una amplada mitjana de 30 m, de sorra de gra mitjà. Disposa d'una zona habilitada per a gossos.